# Temporada de huracanes del Pacífico de 1950
La temporada de huracanes del Pacífico de 1950 se destacó por albergar el tercer ciclón tropical más lluvioso en la historia de los Estados Unidos: el huracán Hiki. Siete ciclones tropicales conocidos ocurrieron durante la temporada, el primero de los cuales se formó el 14 de junio y el último se disipó el 3 de octubre. Estas fechas se encuentran dentro del rango de mayor actividad ciclónica tropical en el Pacífico oriental.
Durante esta temporada sólo se observaron siete ciclones tropicales en el Pacífico oriental, cifra muy inferior al promedio de 15 por año del período 1995-2008. Sin embargo, es probable que otros ciclones tropicales en la cuenca del Pacífico Central u Oriental en 1950 pasaran desapercibidos operativamente, debido a su pequeño tamaño, la escasez de informes de buques, la relativa despoblación de las costas y la falta de tecnología moderna. De los siete ciclones tropicales, seis alcanzaron la categoría de huracán. Ninguno se convirtió en un huracán mayor, es decir, categoría 3 o superior en la escala de huracanes de Saffir-Simpson (EHSS). Además, se formó un ciclón tropical en la cuenca del Pacífico central. Al igual que en el año anterior, la mayoría de los siete ciclones tropicales no presentaron diferencias significativas en intensidad durante su duración, con la excepción de la tormenta tropical Cinco.
Aunque no hubo fechas límite convencionales para la temporada de huracanes en el Pacífico oriental, la actividad ciclónica tropical comenzó casi un mes después de las fechas establecidas para la temporada en años posteriores, del 15 de mayo al 30 de noviembre. El primer ciclón tropical de la temporada se formó a mediados de junio y dos más se desarrollaron en julio. No se produjo ciclogénesis tropical durante 30 días, y finalizó con el huracán Hiki el 12 de agosto, seguido de una rápida sucesión de dos ciclones tropicales más. No se desarrollaron ciclones tropicales en la cuenca del Pacífico oriental durante septiembre; los registros muestran que esta es la única ocurrencia conocida de tal rareza meteorológica. La temporada terminó después del desarrollo de un huracán el 1 de octubre y su desaparición dos días después.

## Ciclones tropicales

### Huracán Uno
El primer ciclón tropical de la temporada se registró inicialmente el 14 de junio, a 254,27 km (158 mi) al suroeste de Puerto Ángel, México. El huracán Uno se dirigió al norte-noroeste hacia la costa de México, pero se desvió cerca de Acapulco el 16 de junio. Tras desviarse de México, el huracán comenzó a desplazarse en paralelo a la costa, hasta que describió una curva hacia el norte. El 19 de junio, el huracán pasó a 32,18 km (20 mi) de la Isla María Cleofas, en el archipiélago de las Islas Marías, frente a la costa de México. El huracán Uno se disipó poco después.

### Huracán Dos
El segundo ciclón tropical de la temporada se desarrolló a 182 km (113 mi) al suroeste de Manzanillo, Colima, el 3 de julio. Al igual que el huracán Uno, esta tormenta se desplazó paralela a la costa de México y luego se dirigió hacia el mar. El huracán Dos se dirigió posteriormente hacia el noroeste, pasando paralelamente a Baja California. El huracán se disipó el 6 de julio, a 386,24 km (240 mi) al nornoroeste de Cabo San Lucas.

### Huracán Tres
El huracán Tres se observó por primera vez a 434,52 km (270 mi) al sur-sureste de la isla Socorro el 9 de julio. El huracán pasó a 112,65 km (70 mi) de la isla Socorro el 10 de julio. Tras pasar cerca de la isla, se dirigió hacia el océano Pacífico. El huracán Tres finalmente se disipó el 12 de julio.

### Huracán Hiki
Una depresión tropical se formó sobre el Pacífico central el 12 de agosto, al sureste de Hawái. Continuó hacia el oeste-noroeste y se fortaleció hasta convertirse en la tormenta tropical Hiki al día siguiente (que en hawaiano significa Able). Hiki alcanzó fuerza de huracán a poca distancia al norte de las islas. Un huracán pequeño, se desplazó en paralelo a las islas hasta el 17 de agosto, cuando un sistema de alta presión la forzó hacia el suroeste. Al retroceder el sistema de alta presión, Hiki se desplazó hacia el noroeste y se disipó el 21 de agosto.
El huracán también fue seguido por el Servicio Meteorológico Aéreo, ubicado en Guam. Como se describe en el "Informe sobre el Análisis Posterior de Tifones en el Pacífico Norte Occidental - 1950", a este sistema también se le asignó el nombre Salomé de la lista de nombres de tifones del Pacífico Noroeste de 1950. El nombre "Salomé" no es muy conocido y el sistema suele denominarse Hiki. La lluvia más fuerte conocida de un ciclón tropical en el estado de Hawái se produjo con Hiki, cuando cayeron más de 52 pulgadas (1,320 mm) en la estación de guardabosques Kanaloa Huluhulu. Fue la cantidad más alta en la historia del estado hasta el huracán Lane en 2018. Se observaron daños moderados en Hawái y una persona murió.

### Tormenta tropical Cuatro
El único ciclón tropical que no se intensificó a huracán se formó el 12 de agosto, a 634 km (394 mi) al sur-suroeste de la isla Socorro. A primera hora del 13 de agosto, el sistema se había debilitado y se degradó a depresión tropical tan solo doce horas después de formarse. La tormenta se disipó a 1137,80 km (707 mi) al sur de la isla Guadalupe ese mismo día.

### Huracán Seis
El huracán Seis se observó por primera vez a 2556,85 km (1590 mi) al sur-sureste de Ka Lae el 26 de agosto. El huracán se dirigió en dirección nor-noroeste sin cambios de intensidad. Para el 29 de agosto, cruzó la latitud 140°O, que se convertiría en la zona de pronóstico del Centro de Huracanes del Pacífico Central (CPHC) en 1970. El huracán Seis se disipó a 1268,16 km (788 mi) al este de Hilo, Hawái, el 30 de agosto.

### Huracán Siete
El último ciclón tropical de la temporada se detectó inicialmente a 867,43 km (539 mi) al suroeste de Zihuatanejo, México. El huracán Siete se dirigió inicialmente hacia el norte, pero giró hacia el noroeste más tarde ese mismo día. No se observó ningún cambio en su intensidad y se disipó el 3 de octubre, a 228,52 km (142 mi) al suroeste de la isla Socorro.